# خدافي دجلخير
خدافي دجلخير (بالفرنسية: Khedafi Djelkhir)‏ (مواليد 26 أكتوبر 1983) هو ملاكم فرنسي، مثّل بلاده في الألعاب الأولمبية الصيفية في دورتي 2004 و2008.

## روابط خارجية
خدافي دجلخير على موقع بوكس ريك (الإنجليزية) (registration required)
- خدافي دجلخير على موقع أوليمبيديا (الإنجليزية)